# Lançon, Ardennes

Lançon este o comună în departamentul Ardennes din nordul Franței. În anul 2009 avea o populație de 39 de locuitori.